# Странка за Босну и Херцеговину
Странка за Босну и Херцеговину је парламентарна политичка странка и Босни и Херцеговини. 
Оснивач и лидер странке је Харис Силајџић. Основао ју је после разлаза са Странком демократске акције. Странка се декларише као мултиетничка и либерална странка, али своју базу углавном има у бошњачким подручјима. Залаже се за укидање Дејтонског мировног споразума, као и ентитета унутар БиХ, које би требало да замени децентрализована република.
Председник странке Харис Силајџић је октобра 2006. изабран за бошњачког чланка Председништва БиХ. На тој функцији се задржао до новембра 2010.